# Векторне розшарування
Векторним розшаруванням називається певна геометрична конструкція, котра складається з сімейства векторних просторів, параметризованих іншим простором {\displaystyle X} (наприклад, {\displaystyle X} може бути топологічним простором, многовидом або алгебраїчною структурою): кожній точці {\displaystyle x} простору {\displaystyle X} зіставляється векторний простір {\displaystyle V_{x}} так, що їхнє об'єднання утворює простір такого ж типу, як і {\displaystyle X} (топологічний простір, многовид або алгебраїчну структуру тощо), зване простором векторного розшарування над {\displaystyle X}.
Векторне розшарування є особливим типом локально тривіальних розшарувань, які в свою чергу є особливим типом розшарувань.
Зазвичай розглядають векторні простори над дійсними або комплексними числами. У такому випадку векторні розшарування називаються відповідно дійсними або комплексними. Комплексні векторні розшарування можна розглядати як дійсні з додатково введеною структурою.

## Приклади
- Найпростіший приклад — тривіальне розшарування, яке має вигляд прямого добутку {\displaystyle X\times V}, де {\displaystyle X} — топологічний простір, база розшарування, а {\displaystyle V} векторний простір.
- Складніший приклад — це дотичне розшарування гладкого многовиду: кожній точці на многовиді зіставляється дотичний простір до многовиду в цій точці. Дотичні розшарування в загальному випадку не тривіальні.

## Визначення
Векторне розшарування — це локально тривіальне розшарування, у якого шар {\displaystyle V} є векторним простором, зі структурною групою оборотних лінійних перетворень {\displaystyle V}.

### Пов'язані визначення
Підрозшаруванням {\displaystyle U} векторного розшарування {\displaystyle V} на топологічному просторі {\displaystyle X} називається така сукупність лінійних підпросторів {\displaystyle U_{x}\subset V_{x}}, {\displaystyle x\in X}, яка сама має структуру векторного розшарування.

## Морфізми
Морфізм з векторного розшарування {\displaystyle \pi _{1}\colon E_{1}\to X_{1}} у векторне розшарування {\displaystyle \pi _{2}\colon E_{2}\to X_{2}} задається парою безперервних відображень {\displaystyle f\colon E_{1}\to E_{2}} та {\displaystyle g\colon X_{1}\to X_{2}}, таких що
- {\displaystyle g\circ \pi _{1}=\pi _{2}\circ f}
- для будь-якого {\displaystyle x\in X_{1}}, відображення {\displaystyle \pi _{1}^{-1}(\{x\})\to \pi _{2}^{-1}(\{g(x)\}),}, індуковане {\displaystyle f}, — лінійне відображення векторних просторів.

Зауважимо, що {\displaystyle g} визначається {\displaystyle f} (бо {\displaystyle \pi _{1}} — сюр'єкція), у такому випадку говорять, що {\displaystyle f} покриває {\displaystyle g}.
Клас всіх векторних розшарувань разом з морфізмами розшарувань утворює категорію. Обмежуючись векторними розшаруваннями, які є гладкими многовидами, і гладкими морфізмами розшарувань, ми отримаємо категорію гладких векторних розшарувань. Морфізми векторних розшарувань — окремий випадок відображення розшарувань між локально тривіальними розшаруваннями, їх часто називають гомоморфізмом (векторних) розшарувань.
Гомоморфізм розшарувань з {\displaystyle E_{1}} у {\displaystyle E_{2}}, разом із зворотним гомоморфізмом, називається ізоморфізмом (векторних) розшарувань. У такому разі розшарування {\displaystyle E_{1}} і {\displaystyle E_{2}} називають ізоморфними. Ізоморфізм векторного розшарування (рангу {\displaystyle k}) {\displaystyle E}  над {\displaystyle X} на тривіальне розшарування (рангу {\displaystyle k} над {\displaystyle X}) називається тривіалізацією {\displaystyle E}, при цьому {\displaystyle E} називають тривіальним (або трівіалізуємим). З визначення векторного розшарування видно, що будь-яке векторне розшарування локально тривіально.

## Операції над розшаруваннями
Більшість операцій над векторними просторами можуть бути продовжені на векторні розшарування, виконуючись поточечно.
Наприклад, якщо {\displaystyle E} — векторне розшарування на {\displaystyle X}, то існує розшарування {\displaystyle E^{*}} на {\displaystyle X}, зване спряженим розшаруванням, шар якого в точці {\displaystyle x\in X} — це спряжений векторний простір {\displaystyle (E_{x})^{*}}. Формально {\displaystyle (E_{x})^{*}} можна визначити як множину пар {\displaystyle (x,\varphi )}, де {\displaystyle x\in X} і {\displaystyle \varphi \in E_{x}^{*}}. Спряжене розшарування локально тривіально.
Існує багато функторіальних операцій, виконуваних над парами векторних просторів (над одним полем). Вони безпосередньо продовжуються на пари векторних розшарувань {\displaystyle E,F} на {\displaystyle X} (над заданим полем). Ось кілька прикладів.
- Сума Вітні, або розшарування прямої суми {\displaystyle E} і {\displaystyle F} — це векторне розшарування {\displaystyle E\oplus F} на {\displaystyle X}, шар якого в точці {\displaystyle x} є прямою сумою {\displaystyle E_{x}\oplus F_{x}} векторних просторів {\displaystyle E_{x}} і {\displaystyle F_{x}}.
- Розшарування тензорного добутку {\displaystyle E\otimes F} визначається аналогічно, використовуючи поточечний тензорний добуток векторних просторів.
- Розшарування гомоморфізмів (англ. hom-bundle) {\displaystyle \operatorname {Hom} \,(E,F)} — це векторне розшарування, шар якого в точці {\displaystyle x} — простір лінійних відображень з {\displaystyle E_{x}} в {\displaystyle F_{x}} (часто позначається {\displaystyle \operatorname {Hom} \,(E_{x},F_{x})} або {\displaystyle L(E_{x},F_{x})}). Це розшарування корисно, тому що існує бієкція між гомоморфізми векторних розшарувань з {\displaystyle E} в {\displaystyle F} на {\displaystyle X} і частинами {\displaystyle \operatorname {Hom} \,(E,F)} на {\displaystyle X}.